# 타라불루스주

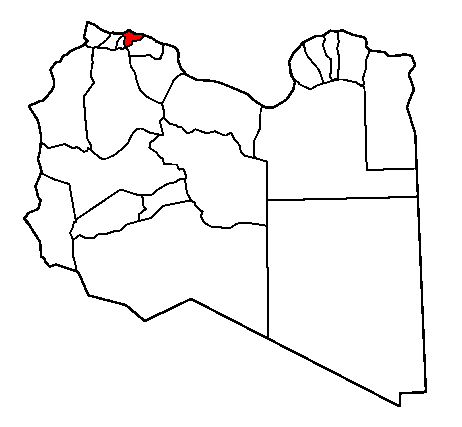
타라불루스주

타라불루스주(아랍어: طرابلس) 또는 트리폴리주는 리비아 북서부에 위치한 주로, 주도는 트리폴리(타라불루스, 리비아의 수도이기도 함)이며 면적은 2,770km2, 인구는 1,060,000명(2008년 기준)이다. 북쪽으로는 지중해, 동쪽으로는 자위야주, 남동쪽으로는 지파라주, 동쪽으로는 자발알가르비주, 무르쿠브주와 인접해 있다.